# خراجو (آذرشهر)
خراجو یکی از روستاهای استان آذربایجان شرقی است که در دهستان قبله‌داغی بخش حومه شهرستان آذرشهر واقع شده است.ابن روستا ۷۰۹ نفر جمعیت دارد.